# Brachylomia asiatica
Brachylomia asiatica är en fjärilsart som beskrevs av Bang-haas 1907. Brachylomia asiatica ingår i släktet Brachylomia och familjen nattflyn. Inga underarter finns listade i Catalogue of Life.